# Вінницьке братство
Вінницьке братство (Братство Козьми та Дем'яна) — національно-релігійна громадська організація православних руських (українських) шляхтичів та міщан Вінниці з кінця XVI до початку XVIII ст.

## Історія
Утворилося після Берестейської унії в 1596 або 1597 роках навколо церкви Козьми та Даміана. Доволі швидко здобуло повагу й шану серед православних міщан міста. Опікувалося Вознесенським монастирем, який було зведено у 1616 році також при підтримці братчиків. У 1626 році сприяли відкриттю жіночого Благовіщенського монастиря. З цього моменту при Вінницькому братстві починає діяти жіноче православне братство. Піднесення братства відбувалося з 1633 року після легалізації королем Владислава IV православної церковної ієрархії.
Водночас братство боролося за доступ українців до управління містом. У 1639 році домоглося відсторонення поляків від управління, війтами та писарями магістрату з цього часу ставали українці. Під час визвольної війни під проводом Богдана Хмельницького братчики підтримали козацькі загони. Водночас братчики разом з магістратом у 1649—1661 роках домагалися від українських гетьманів та польських королів підтвердження прав міста та його містян. У часи Руїни братство переживало тривалий занепад внаслідок вторгнення іноземних загарбників, нападу польських військ, різних козацьких загонів. Відновлення починається наприкінці 1680-х років. Остаточно відновилося на початку XVIII ст. 1779—1780 роках очільник братства Дубицький підтримав міщан на чолі із братами Міклашевськими, А.Сквірським проти зазіхань на права православних з боку старости Ю. Чосновського.
Братство припинило своє існування в час переходу цих земель під владу Російської імперії: наприкінці 1790-х років або у 1810-х роках.

### Школа
На початку XVII ст. братство Козьми та Дем'яна відкрило школу при Вознесенському монастирі, в якій діти отримували елементарну освіту і виховання в дусі православної віри. Тут навчали не лише грамоти, а і співу з нот, грі на музичних інструментах.
Саме на основі братської школи Вознесенського монастиря у 1632 році при підтримці братством київським митрополитом Петром Могилою й за сприяння брацлавського підсудка (помічника судді) Михайла Кропивницького відкрив при Вінницькому братському Вознесенському монастирі колегію, яка стала структурним підрозділом Київської академії. Цей осередок української культури у Вінниці отримував велику матеріальну підтримку міщан.
У Вінницькій колегії викладали відомі богослови та філологи Атанасій Кальнофойський та Софроній Почаський. Основу навчання становили, як і в єзуїтських школах, «сім вільних наук». Крім того, вивчалися старослов'янська мова. Виховання здійснювалося на національних засадах та в дусі православної віри, оборонцями якої і мали бути вихованці школи. Більшість з його випускників, діставши міцні знання з різних предметів, зокрема, в галузі мистецтва, стали вчителями і розповсюджувачами просвітницьких ідей по всьому регіону.
У 1639 році колегію довелося закрити через перешкоди єзуїтів, які побачили в ній конкурентно спроможний навчальний заклад. За потурання влади вони провокували сутички між учнями єзуїтської та православної колегії, школа зазнавала нападів та розорень фанатично вихованих учнів єзуїтської школи. Ченці і викладачі братської колегії були оголошені бунтівниками. Колегіум було перенесено до Гощі під опіку Регіни Соломирецької.
У 1645 році знову у Вінниці при Благовіщенському монастирі відновилася братська школа для дітей православних міщан. Протягом 2-ї пол. XVII—XVIII ст. братчики боролися з католиками та уніатами за збереження власної школи, яку час від часу зачиняли й потім знову відновлювали.
Відновила братська школа свою роботу при Кузьмо-Дем'янівському соборі лише в 1793 році. Учителями в цій школі були дяк Омелько та Яків Будзиновський.